# Билозерка
Билозерка (на украински: Білозерка) е селище от градски тип в Южна Украйна, Билозерски район на Херсонска област. Основано е през 1780 година. Населението му е около 9564 души.